# Корнійчук Григорій Петрович

Корнійчук Григорій Петрович

Корнійчук Григорій Петрович (нар. 25 березня 1913, с. Мала Клітенка, Комсомольського району Вінницької області — пом. 17 лютого 1985, м. Київ) — український хімік, видатний науковий діяч в області гетерогенного каталізу.
У 1936 р. закінчив хімічний факультет Державного університету в м. Дніпропетровську (Фах — викладач-хімік, рід діяльності — наукова робота, науковець).
З 1940 — кандидат хімічних наук, а з 1967 — доктор хімічних наук. У 1976 отримав звання професора зі спеціальності «кінетика й каталіз».
Лауреат державної премії УРСР в галузі науки і техніки (1987 р.) (посмертно) - ЦК Компартії України та Рада Міністрів УРСР; Винахідник СРСР (1988 р., посмертно) - Держкомітет Ради Міністрів СРСР.
Наукова та творча діяльність Г. П. Корнійчука була пов'язана з Інститутом фізичної хімії ім. Л. В. Писаржевського НАН України:
01.09.1939 — молодший науковий співробітник,
01.07.1940 — 10.08.1973 — старший науковий співробітник,
10.08.1973-30.06.1981 — завідувач відділу гетерогенного каталізу,
01.07.1981-17.02.1985 — старший науковий співробітник-консультант.

## Основні наукові здобутки
Г. П. Корнійчуку належить з'ясування ролі макрофакторів в гетерогенному каталізі, розробка експериментального методу діафрагм для кількісного врахування макрофакторів. Г. П. Корнійчук — талановитий конструктор унікальних приладів для дослідження кінетики і механізму каталітичних процесів, «реактори Корнійчука» відомі й успішно застосовуються в багатьох країнах СНД та Прибалтики. Роботи Г. П. Корнійчука присвячені рішенню найбільш принципових питань каталізу на прикладі промислово важливих процесів окислення сірчистого ангідриду, ароматичних вуглеводнів, монооксиду вуглецю. Запропоновано кількісний метод оцінки впливу взаємодії реакційного середовища та каталізатора на активність і кінетику процесу. Із застосуванням його оригінальних методик виявлені і досліджені нові явища в реакціях каталітичного окислення монооксиду вуглецю і вуглеводнів (множинність стаціонарних станів, автоколивання), що явилось експериментальною базою для розвитку теорії нелінійної кінетики та нестаціонарних процесів гетерогенного каталізу. Під керівництвом Г. П. Корнійчука захищено 15 кандидатських дисертацій, він автор/співавтор близько 200 наукових праць, 15 винаходів, неодноразовий учасник експозиції ВДНГ СРСР та УРСР, спеціалізованих міжнародних виставок «Хімія», нагороджений медалями та дипломами цих виставок.

## Основні наукові праці
- Kinetics of Ammonia Decomposition on Iron Catalysts// Acta Physicochimica URSS, 1943,V.18, N5, P.420-429 (вместе с И. А. Хризманом).
- Каталитическое окисление нафталина.- Изд-во АН УССР, 1963, 107 с. (совместно с В. А. Ройтером, В. П. Ушаковой, Н. А. Стукановской).
- Основы макрокинетики гетерогенных каталитических процессов.- В кн.:Проблемы теории и практики исследования в области катализа.-Киев: Наукова думка, 1973, с.153-179.
- Методы определения активности катализаторов и исследования кинетики газовых гетерогенных каталитических процессов.- Там же, с.188-218.
- Роль процессов переноса вещества и тепла и взаимодействия контакта с реакционной средой в гетерогенном катализе.- Катализ и катализаторы.- К.:Наукова думка, 1978, вып.16, с.14-28.
- Аппаратурное оформление реакторов каталитической очистки газов.- В кн. «Роль химии в охране окружающей среды», Киев: Наукова думка, 1983, с.138-151.
- Развитие физической химии в Академии наук УССР.-Киев: Наукова думка, 1977, 206с.; Институт физической химии им. Л. В. Писаржевського. Киев: Наукова думка,1986, 112 с.